# Пентко, Пётр Александрович
Пётр Александрович Пентко (1 [13] января 1889 — после января 1927) — русский военный лётчик, участник Первой мировой войны, кавалер ордена Святого Георгия 4-й степени (1917). После Октябрьской революции вступил в Красную армию, кавалер ордена Красного Знамени (1920).

## Биография
Пётр Александрович Пентко родился 1 января 1889 года в Мценске в православной семье потомственных дворян Киевской губернии. Его отец был подполковником императорской армии. В 1907 году окончил 2-й Московский кадетский корпус и поступил юнкером в Михайловское артиллерийское училище, из которого был выпущен 6 августа 1910 года с чином подпоручика (со старшинством с 15 июня 1908 года) в 17-ю артиллерийскую бригаду. 27 сентября 1910 года прибыл в бригаду, где получил должность младшего офицера в 5-й батарее. 31 августа 1912 года получил чин поручика (со старшинством с 15 июня).
В рядах своей бригады Пентко принял участие в Первой мировой войне. В июне 1915 года получил ранение в голову. 3 мая 1916 года был прикомандирован к 19-му корпусному авиационному отряду в качестве офицера-наблюдателя. 21 мая 1916 года был произведён в штабс-капитаны (со старшинством с 15 июня 1915 года). Совершал боевые вылеты на двухместном самолёте-разведчике «Ньюпор-X» (№ 720) в паре с лётчиком унтер-офицером Иваном Смирновым. В воздушном бою 20 декабря 1916 года сбил из пулемёта германский самолёт «Авиатик C.I» (№ С2775/16), за что был удостоен ордена Святого Георгия 4-й степени. В марте 1917 года был командирован в Севастопольскую военную авиационную школу. В августе 1917 года во время одного из учебных полётов Пётр Александрович потерпел аварию, в результате которой получил «сильное сотрясение организма и ушибы». После излечения, в октябре 1917 года возобновил обучение в школе. 6 декабря 1917 года окончил школу и сдал экзамены на звание военного лётчика на аппарате «Ньюпор-XI». После расформирования школы был направлен в распоряжение Орловского уездного воинского начальника.
29 апреля 1918 года Пётр Пентко был зачислен рядовым во 2-й реквизиционный отряд Красной армии, расквартированный на станции Становой Колодезь (Орловская губерния). 1 мая того же года был назначен начальником Орловской подстанции Южной линии воздушных сообщений. 1 июня 1918 года, после того как отряды воздушных сообщений были расформированы, был зачислен военным лётчиком в 4-й Московский авиационный отряд. 11 сентября 1918 года был арестован и обвинён в контрреволюционной деятельности, содержался в Тульской губернской тюрьме. Находясь в заключении, объявил голодовку. Освобождён 4 декабря 1918 года  «за не доказанностью вины». 10 декабря 1918 года был прикомандирован к 1-му фотографическому авиационному отряду Рабоче-крестьянского Красного воздушного флота. 24 декабря 1918 года стал лётчиком-наблюдателем во 2-м авиационном отряде. С 1 января 1919 года был военным лётчиком в том же отряде.
Принимал участие в боях на Северном фронте. 6 мая 1919 года во время вылета на самолёте «Ньюпор-23» (№ 2689) вступил в бой с самолётом Славяно-Британского авиационного корпуса, который после обстрела из пулемёта скрылся из вида.

«Около 462 версты встретил неприятельский самолет (бимоноплан защитного цвета с белыми кругами), обстрелял его (выпустил, не метясь, 20 патронов), после чего он пошел спиралью вниз. По пути на ст. Обозерская его больше не видел ни в воздухе, ни на аэродроме, где я различил 4 палатки и 1 сарайчик. Бомбы сбросил перед боем около 464 версты»— из послеполётного доклада П. А. Пентко
Хотя уничтожение самолёта противника не было подтверждено, победа была записана за Пентко, за что позже он получил орден Красного Знамени. В дальнейшем ещё неоднократно вступал в воздушные бои с самолётами белых. Некоторое время являлся начальником авиаотряда 18-й стрелковой дивизии (6-я армия). 1 января 1920 года был прикомандирован к Полевому управлению авиации и воздухоплавания Рабоче-крестьянского Красного воздушного флота, а 5 марта того же года был переведён в 1-й артиллерийский отряд 8-й армии. С апреля по июнь 1920 года перенёс сыпной и брюшной тиф.
В июле 1920 года был назначен членом постоянной приёмной комиссии 3-го авиационного парка, затем занимал должность заведующего бюро по распределению рабочей силы на 3-м авиационном заводе. С 1 апреля 1921 года находился в резерве при штабе начальника Рабоче-крестьянского Красного воздушного флота. 24 июля 1921 года был зачислен в Дивизион авиационных специалистов. С октября 1922 по 1924 год проходил курс обучения в Академии военно-воздушного флота РККА им. профессора Н.Е. Жуковского. 17 октября 1924 года был назначен заведующим мастерской 2-й отдельной истребительной эскадрильи. В 1925 году был назначен военным лётчиком в этой эскадрилье. По состоянию на 1926 год был военным лётчиком в 7-й отдельной авиационной эскадрилье. С 15 января 1927 года занимал должность постоянного дежурного на Центральном военном аэродроме.

## Награды
Пётр Александрович Пентко был пожалован российскими и советскими наградами:
Российские:
- орден Святого Георгия 4-й степени (Приказ по армии и флоту от 31 июля 1917)
— «за то, что 20-го декабря 1916 г., идя по маршруту Луцк-Рожище и встретив аппарат противника, шедший от стан. „Киверцы“ к себе в тыл, нагнал его, атаковал, открыл пулеметный огонь, выпустив одну катушку в 47 патронов; противник, продолжая свое движение, в свою очередь, открыл огонь из пулемета. Видя, что аппарат противника уходит, штабс-капитан Пентко, невзирая на сильнейший огонь по нему, быстрым и умелым маневром своего аппарата вновь нагнал неприятельский аэроплан и в районе стан. Пентко сблизился с ним настолько, что первою же очередью своей второй катушки убил летчика, а наблюдателя ранил в ногу. Неприятельский аппарат, будучи сильно поврежден и лишенный управления, быстро стал падать, перевернувшись вверх колесами. Раненый наблюдатель при ударе о землю был убит, а аппарат совершенно разбился»;
- орден Святого Владимира 4-й степени с мечами и бантом (Высочайший приказ от 17 августа 1915)
— «за Куршанские бои в 1915 г.»;
- орден Святой Анны 2-й степени с мечами (Высочайший приказ от 20 мая 1916)
— «за июньские и июльские бои 1915 г.»;
- орден Святой Анны 3-й степени с мечами и бантом (Высочайший приказ от 18 октября 1915)
— «за бои 3-го декабря 1914 г.»;
- орден Святой Анны 4-й степени с надписью «За храбрость» (Высочайший приказ от 22 января 1915)
— «за бои 15-го, 16-го, 17-го и 18-го августа 1914 г.»;
- орден Святого Станислава 2-й степени с мечами (Высочайший приказ от 26 декабря 1916);
- орден Святого Станислава 3-й степени с мечами и бантом (Высочайший приказ от 22 января 1915) 
— «за бои 13-го и 14-го августа 1914 г.»;

Советские:
- орден Красного Знамени (Приказ Революционного военного совета республики № 208 от 27 апреля 1920)
— «за то, что при своем налете на тыл противника 6 мая 1919 г., несмотря на сильный обстрел артиллерийским и ружейным огнем, он смело вступил в бой с неприятельским аппаратом и, благодаря исключительному мужеству и хладнокровию, сбил его. При неоднократных налетах противника тов. Пентко первым поднимался на встречу неприятельским самолетам, показывая пример неустрашимости своим сотрудникам, и всегда обращал врага в бегство».